# ND Ilirija 1911

El ND Ilirija 1911 es un club de fútbol de Ljubljana, Eslovenia que juega en la Segunda Liga de Eslovenia. El club fue fundado en 1911 y es el más antiguo del país.

## Historia
Fue fundado el 9 de junio de 1911 en la capital Liubliana por un grupo de estudiantes provenientes de Viena y su primer partido lo jugaron el 30 de julio de 1911 ante el Hermes en el Tivoli Park y fue una derrota por marcador de 0-18.
En 1913 se fusionan con el Hermes y fueron el primer equipo campeón de la Liga de la República de Eslovenia, la primera división del territorio cuando éste formaba parte del Reino de Yugoslavia luego de que el fútbol estuviera suspendido a causa de la Primera Guerra Mundial. Ganaron 12 títulos de liga entre 1920 y 1935 y la racha se detuvo luego de la creación del SK Ljubljana en 1936, equipo que se convertiría en el más fuerte del territorio y que incluso llegó a jugar en la Primera Liga de Yugoslavia antes de iniciar la Segunda Guerra Mundial, momento en el que el club desaparece.
El 1950 el club es refundado pero cambiaron sus colores originales (antes era blanco y rojo y pasó a ser totalmente verde) y el club se trasladó a la ciudad de Zgornja Šiška, en donde permanecerían hasta la construcción de su estadio en 1963, y la mayor parte del tiempo estuvieron jugando en la Liga de la República de Eslovenia, donde se mantuvieron hasta su descenso en 1986 y jugaron en la liga del este hasta la disolución de Yugoslavia en 1991.
Luego de la creación de Eslovenia se convirtieron en uno de los equipos fundadores de la Segunda Liga de Eslovenia y actualmente es el equipo de fútbol más viejo de Eslovenia.

## Palmarés

### Yugoslavia
- Slovenian Republic Football League (12): 1920, 1920-21, 1921-22, 1922-23, 1923-24, 1924-25, 1925-26, 1926-27, 1929-30, 1931-32, 1933-34, 1934-35

### EsloveniaEslovenia
- Slovenian Third League (1): 2015-16
- Slovenian Fourth League (1): 1995-96[3]
- Slovenian Fifth League (2): 2003-04, 2012-13[4]
- Copa MNZ Ljubljana (1): 2016-17